# Yanis Rahmani
Yanis Rahmani Cordeiro (Champigny-sur-Marne, Francia, 13 de mayo de 1995) es un futbolista franco-argelino que juega como extremo en el Málaga Club de Fútbol de la Segunda División de España.

## Trayectoria
Se trasladó al municipio vizcaíno de Sestao con apenas ocho años. Comenzó a jugar en dos clubes de la localidad; el Sestao River y la S. D. San Pedro hasta que, en 2005, se incorporó a la cantera del Athletic Club. Progresó por todas sus categorías inferiores hasta el C. D. Basconia, segundo filial del club, donde jugó dos temporadas en Tercera División alternando con el primer juvenil rojiblanco. De cara a la campaña 2014-15 fue cedido al Sestao River, donde jugó más de treinta partidos aunque la mayoría partiendo desde el banquillo.
El 31 de agosto de 2015, tras hacer la pretemporada con el Bilbao Athletic, salió nuevamente cedido al C. D. Tudelano. Sin embargo, allí no tuvo continuidad por lo que el club bilbaíno le buscó una nueva cesión en enero. Así, Yanis acabó la temporada en las filas de la S. D. Leioa donde anotó cuatro goles, incluyendo un doblete vital para evitar el descenso en la eliminatoria de vuelta de los play-offs por la permanencia ante el Olímpic de Xátiva.
En julio de 2016 fue cedido por segunda vez al Sestao River. En esta ocasión, sí consiguió hacerse un hueco en el equipo titular y sólo se perdió una jornada de competición por acumulación de tarjetas. Finalmente, en junio de 2017, firmó por dos temporadas con el C. D. Mirandés. En el club rojillo marcó diecinueve tantos en dos campañas y logró el ascenso a Segunda División en 2019.
En julio de 2019 fichó por la U. D. Almería como agente libre por tres temporadas. Tras jugar las dos primeras jornadas del campeonato con el conjunto almeriense, justo después de la llegada del nuevo dueño, Turki Al-Sheikh, fue cedido al C. D. Lugo una temporada sin opción de compra el día 2 de septiembre. El 1 de septiembre de 2020 la U. D. Almería le cedió por una temporada, con opción de compra, al Málaga C. F. Esta no se hizo efectiva y el 30 de julio de 2021 fue traspasado a la S. D. Eibar.
El 14 de enero de 2024 fue cedido hasta final de temporada al C. D. Tenerife de la misma categoría que el Eibar. Tras esta cesión, en agosto, rescindió su contrato con el conjunto armero y regresó al Málaga C. F.

## Clubes
| Club                    | País   | Año       | Partidos | Goles |
| ----------------------- | ------ | --------- | -------- | ----- |
| C. D. Basconia          | España | 2012-2014 | 23       | 1     |
| Sestao River            | España | 2014-2015 | 33       | 0     |
| C. D. Tudelano          | España | 2015      | 4        | 0     |
| S. D. Leioa             | España | 2016      | 18       | 4     |
| Sestao River            | España | 2016-2017 | 39       | 2     |
| C. D. Mirandés          | España | 2017-2019 | 81       | 20    |
| U. D. Almería           | España | 2019-2021 | 2        | 0     |
| C. D. Lugo (cedido)     | España | 2019-2020 | 27       | 1     |
| Málaga C. F. (cedido)   | España | 2020-2021 | 42       | 6     |
| S. D. Eibar             | España | 2021-2024 | 84       | 7     |
| C. D. Tenerife (cedido) | España | 2024      | 15       | 0     |
| Málaga C. F.            | España | 2024-     | 24       | 0     |